# Nicolas Wadimoff
Nicolas Wadimoff est un producteur et réalisateur suisse né le 26 août 1964 à Genève.

## Biographie
Né en 1964 à Genève, Nicolas Wadimoff a été successivement guitariste dans un groupe de rock, avec lequel il a tourné dans plusieurs pays d’Europe, puis membre fondateur de l'association Etat d'Urgences, collectif chargé de la gestion de l'Usine, un centre culturel alternatif à Genève. Il étudia pendant un an à l’université de Genève. 
Après des études de cinéma à Montréal, il tourne en 1990 son premier documentaire « Le Bol », sur une soupe populaire à Genève. Puis, en 1991, « Les Gants d’Or d’Akka», sur un boxeur palestinien d’Israël. 
Entre 1992 et 1996, il travaille à la TSR en tant que réalisateur pour différents magazines d'information, dont l’émission Temps Présent. À cette occasion, il tourne en Libye, en Algérie, en Palestine et en Israël, au Yémen, au Rwanda, au Chiapas, etc.
En 1996, il réalise son premier long-métrage de fiction, «Clandestins», avec Denis Chouinard, primé à plus de quinze reprises dans les festivals internationaux.
En 1999, il réalise le téléfilm «15, rue des Bains», le long-métrage cinéma «Mondialito» en 2000, puis en 2002 le téléfilm «Kadogo, l’enfant-soldat», pour France 2, la RTBF et la TSR.
En 2004-2005, Nicolas Wadimoff initie et développe avec Akka Films, le projet « Swiss Palestinian Encounters »: à l’issue d’un atelier documentaire auquel participent de jeunes cinéastes palestiniens, cinq courts-métrages documentaires voient le jour. Les films, présenté sous l’appellation « My Home », sont montrés en première mondiale au Festival Visions du Réel en avril 2005 puis ont sillonné les festivals internationaux.
En 2005, il sort L'Accord, un film long-métrage documentaire qui raconte les coulisses de l’Initiative de Genève ; le film est montré en première mondiale au festival de Locarno.
En 2006, Nicolas Wadimoff coproduit « Summer 2006 in Palestine » avec le Palestinian Filmaker’s collective, soit une collection de 13 courts-métrages de 3 minutes de cinéastes palestiniens.
Dès 2007, tout en développant ses propres projets, Nicolas Wadimoff produit  entre autres « 5 minutes from Home » un documentaire de Nahed Awwad, montré en première internationale en compétition au Festival « Visions du Réel » à Nyon, puis le film « Dowaha » (Les Secrets) de Raja Amari, sélectionné au Festival de Venise 2009, et « Fix ME » de Raed Andoni, sélectionné au Festival de Sundance 2010, puis aux Journées de l’ACID à Cannes.
En février 2009, aux lendemains de la guerre à Gaza, il tourne le documentaire « Aisheen  (still alive in Gaza ) », sélectionné au Forum du Festival de Berlin 2010, où il reçoit le prix du Jury œcuménique, puis en compétition au Festival « Visions du Réel » de Nyon (mention spéciale du Jeune public et prix "Buyens-Chagoll") Hot Docs Toronto, ainsi que dans plus d’une trentaine de festivals internationaux. 
En 2011, il réalise « Opération Libertad » sur un scénario écrit avec Jacob Berger. 
Le film est présenté à la Quinzaine des Réalisateurs à Cannes en mai 2012, puis au Festival de Locarno, avant de sortir dans les salles de cinéma, en Suisse, en République Tchèque et en Espagne notamment.
En 2013, il co-réalise avec Juan José Lozano, le documentaire de télévision « Chasseurs de Crimes », présenté en 2014 en première mondiale au Festival International des Droits Humains à Genève (FIFDH).
En 2014, il tourne « Spartiates », un documentaire sur Yvan Sorel, leader charismatique d’un club de MMA (Mixed Martial Arts) dans les quartiers nord de Marseille. Ou comment garder la « tête haute » dans un univers gangréné par la misère et la violence … 
Présenté en première mondiale en clôture des Rencontres documentaires de Montréal (RIDM) en novembre 2014, le film gagne le prestigieux « Prix de Soleure » lors des Journées cinématographiques de Soleure en janvier 2015. . Le film sort en salles en 2015 et est présenté dans de nombreux festivals.
Entre 2013 et 2015, il tourne « Jean Ziegler, l’optimisme de la volonté», un documentaire autour de la personnalité de Jean Ziegler, à Alger, Berlin et Cuba. Le film est présenté en première mondiale à Locarno en 2016. Il sort en salles en Suisse, Allemagne et Autriche en 2017, puis dans les salles françaises en avril 2018.
En juin 2018, il " assume complètement d'avoir signé " aux côtés d'une dizaine de cinéastes et d'une centaine d'étudiants en cinéma une lettre ouverte dénonçant la " malhonnêteté " et les " manquements " du réalisateur de documentaires Fernand Melgar à la suite des publications de photos du deal dans les rues de Lausanne. À la suite de la polémique, ce dernier renoncera à un poste d'enseignant à la Haute école genevoise d'art et de design (HEAD).
En juin 2019, Nicolas Wadimoff est nommé responsable du département cinéma de la HEAD.
Son dernier documentaire « L’Apollon de Gaza», tourné à Gaza, une coproduction entre l’Office national du film canadien (ONF), la RTS et Akka Films a vu sa première se dérouler à Locarno faisant l’ouverture de la Semaine de la Critique. Depuis, il poursuit sa carrière en participant à de très nombreux festivals.

## Filmographie
- 1989 : Yehudi, Arabi, Yemeni, avec Naima Bachiri, documentaire
- 1990 : Arménie-Jerusalem, documentaire
- 1992 : Le Bol, documentaire
- 1992 : Les Gants d'or d'Akka, documentaire
- 1992 : Le temps des clandestins, documentaire Temps Présent
- 1994 : Silence, on développe, documentaire Temps Présent
- 1995 : Quand on allait voir Carlos, documentaire Temps Présent
- 1996 : Cyber-Guerilla, documentaire
- 1997 : Clandestins, avec Denis Chouinard, long-métrage de fiction
- 2000 : Mondialito, long-métrage de fiction
- 2000 : 15, rue des Bains, long-métrage de fiction
- 2002 : Kadogo, l'enfant soldat, long-métrage de fiction
- 2003 : Alinghi, the Inside Story, documentaire
- 2005 : L'Accord, avec Béatrice Guelpa, documentaire
- 2005 : Last Supper, avec Issa Freij
- 2007 : Les mystères de Monte Sana, avec Leo Singer
- 2007 : Toutes les télés du monde, documentaire
- 2009 : Aisheen (still Alive in Gaza), avec Béatrice Guelpa, documentaire
- 2012 : Opération Libertad, long-métrage de fiction
- 2013 : Chasseurs de crimes, documentaire
- 2014 : Spartiates, documentaire
- 2017 : Jean Ziegler, l'optimisme de la volonté, documentaire
- 2018 : L’Apollon de Gaza, documentaire

## Distinctions
- 1997 : Festival de Locarno. Prix du Jury des Jeunes et Prix de la FIPRECI pour Clandestins.
- 1997 : Festival de Namur. Bayard d’or, Prix du Public, Prix du meilleur scénario et Prix du Jury des Jeunes pour Clandestins.
- 1997 : Rendez-vous du cinéma québécois. Prix du meilleur scénario et de la meilleure direction-photo  pour Clandestins.
- 1999 : Festival International du film de Tokyo. Prix d'interprétation masculine à Moussa Maaskri pour Mondialito.
- 2000 : Festival Vues d’Afrique. Mention spéciale du Jury pour Mondialito.
- 2000 : Festival International du Film de Tbilissi. Prix du meilleur réalisateur pour Mondialito.
- 2010 : Festival International de Berlin, Forum. Prix du Jury Œcuménique pour Aisheen (still alive in Gaza)
- 2010 : Festival Visions du Réel. Prix "Buyens-Chagoll et Mention spéciale du Jury Jeune Public pour Aisheen (still alive in Gaza)
- 2010 : Moqavemat International Film Festival de Téhéran. Meilleur film section Gaza pour Aisheen (still alive in Gaza)
- 2012 : 44e Quinzaine des Réalisateurs, Cannes. Première mondiale pour Opération Libertad.
- 2013 : Prix du Cinéma Suisse. Nominations (Meilleur film, meilleur scénario et meilleur second rôle) pour Opération Libertad. Quartz du meilleur second rôle à Antonio Buil.
- 2013 : 7e Festival international du film policier de Liège. Insigne de Crystal, et prix du Public pour Opération LIbertad.
- 2015.  Journées cinématographiques de Soleure. Prix de Soleure pour Spartiates.
- 2015 : Festival AMDOCS. Drew-Vérité Award pour Spartiates
- 2015 : Plein les Yeux, Frans Film Festival. Prix meilleur film francophone pour Spartiates